# 1963

## Събития
- Излиза филмът Вчера, днес и утре на режисьора Виторио Де Сика.
- Излиза филмът Гепардът на режисьора Лукино Висконти.
- 14 май – Кувейт става членка на ООН.
- 25 май – Основана е Организацията за африканско единство в Адис Абеба, столицата на Етиопия.
- 26 юни – Земетресение с магнитуд 6 в Скопие, Югославия взема около 1100 жертви.
- 13 юли – В Съветския съюз 33 от 35-те души на борда на самолета при полет 012 на „Аерофлот“ са убити, когато машината се разбива, докато се приближава към летището в Иркутск в Сибир. „Ту-104B“ излита от Пекин, Китай, към Москва, с едно планирано спиране в Иркутск.
- 4 септември – Самолетът при полет 306 на „Суисеър“ се разбива в земята в покрайнините на Дюренеш, Швейцария и убива 80 души на борда.
- 1 октомври – Нигерия става република.
- 22 ноември – убит е американският президент Джон Кенеди.
- 8 декември – Самолетът при полет 214 на „Пан Ам“ е ударен от мълния и се разбива близо до Елктън, Мериленд и убива всички 81 души на борда.

## Родени
- Аладин Харфан, български бизнесмен от арабски произход
- Иван Цанов, български плувец
- Михаил Евстафиев, руски художник, писател и фотограф
- 4 януари – Тил Линдеман, немски музикант
- 10 януари 
  - Георги Георгиев, български футболист
  - Тони Димитрова, българска поп-певица
- 18 януари – Петер Щам, швейцарски писател
- 26 януари 
  - Жозе Моуриньо, португалски футболен треньор
  - Красимир Узунов, български журналист († 2019 г.)
- 31 януари – Кон Джи-йон, корейска писателка
- 4 февруари – Пирмин Цурбриген, швейцарски скиор
- 5 февруари – Пако Айестеран, помощник-треньор на ФК Ливърпул
- 9 февруари – Брайън Грийн, американски физик
- 10 февруари – Мартин Гюлих, немски писател
- 11 февруари – Валентин Тодоров, български писател
- 12 февруари 
  - Борислав Михайлов, български футболист, президент на БФС
  - Анжела Димчева, българска поетеса, литературен критик и журналист
  - Таня Радкова, художествена гимнастичка
- 14 февруари – Мохниш Бел, индийски актьор
- 17 февруари – Майкъл Джордан, американски баскетболист
- 18 февруари – Андерс Фриск, шведски футболен съдия
- 21 февруари – Уилям Болдуин, американски актьор
- 26 февруари – Бернардо Редин, колумбийски футболист
- 28 февруари 
  - Сашо Камбуров, български художник
  - Пламен Проданов, български футболист
- 2 март – Таню Киряков, Спортен стрелец, олимпийски шампион
- 4 март – Джейсън Нюстед, американски рок музикант, бивш басист на „Металика“ и настоящ на Voivod
- 7 март – Освалд Егер, немски писател
- 9 март – Маркос Соарес Татагиба, бразилски хирург
- 15 март – Илиана Раева, художествена гимнастичка
- 20 март 
  - Байрам Косуми, косовски политик
  - Дейвид Тюлис, британски актьор
- 21 март – Роналд Куман, холандски футболист
- 22 март – Джузепе Галдеризи, италиански футболист и треньор
- 27 март – Куентин Тарантино, режисьор, сценарист, продуцент и актьор
- 6 април – Рафаел Кореа, еквадорски политик
- 7 април – Генц Поло, албански политик
- 13 април – Гари Каспаров, руски гросмайстор и 13-и световен шампион по шах
- 21 април – Рой Дюпюи, канадски актьор
- 27 април – Гила Лустигер, немска писателка
- 28 април – Емил Марков, български актьор
- 30 април 
  - Александер Озанг, немски писател
  - Стефан Кисьов, български писател, автор на романа Екзекуторът
- 2 май – Тончо Токмакчиев, български актьор
- 6 май – Мая Новоселска, българска актриса
- 8 май – Мишел Гондри, френски сценарист и режисьор
- 11 май – Наташа Ричардсън, британска актриса († 2009 г.)
- 19 май – Кристин Димитрова, българска писателка
- 23 май – Укио Катаяма, японски пилот от Формула 1
- 24 май – Георги Куманов, български футболист
- 25 май – Игор Марковски, български журналист
- 3 юни – Пол Хлебников, американски журналист
- 6 юни – Николай Урумов, български актьор
- 7 юни 
  - Александър Праматарски, български политик
  - Венцислав Спасов, български футболист
- 8 юни 
  - Луц Зайлер, немски писател
  - Урф Щолтерфот, немски писател
- 9 юни – Джони Деп, американски актьор
- 10 юни – Джийн Трипълхорн, американска киноактриса
- 18 юни 
  - Джеф Милс, американски диджей
  - Дизи Рийд, американски музикант
- 19 юни – Саймън Райт, британски барабанист
- 24 юни 
  - Анатолий Юркин, руски писател
  - Димитър Печикамъков, български футболист
- 2 юли – Росица Кирилова, българска поп/кънтри певица
- 17 юли 
  - Суха Тавил, палестинска феминистка
  - Суха Арафат, палестински политик
- 18 юли – Марк Жирардели, люксембургски скиор
- 21 юли – Георги Йорданов, български футболист
- 21 юли – Красимир Георгиев, български бизнесмен и футболен деец
- 22 юли – Емилио Бутрагеньо, испански футболист
- 27 юли – Весел Цанков, български писател-хуморист
- 29 юли – Греъм Пол, британски футболен съдия
- 30 юли – Лиса Кудроу, американска актриса
- 31 юли 
  - Фатбой Слим, британски музикант и диджей
  - Иван Шишман, български художник от Украйна
- 3 август – Джеймс Хетфийлд, основател, китарист и вокалист на „Металика“
- 5 август – Анна Юркщович, полска певица
- 9 август – Уитни Хюстън, американска певица († 2012 г.)
- 14 август – Еманюел Беар, френска актриса
- 15 август 
  - Алехандро Гонсалес Иняриту, мексикански режисьор
  - Димитър Борисов Главчев, български политик
- 17 август – Николай Петрунов, български футболист
- 27 август – Красимир Коев, български футболист
- 31 август – Кристина Лили, колумбийска актриса
- 1 септември – Светослав Минчев, български публицист
- 2 септември – Роби Бухл, американски автомобилен пилот
- 9 септември – Роберто Донадони, италиански футболист и треньор
- 11 септември – Таня Димитрова, българска актриса
- 19 септември – Алесандра Мартинес, италианска актриса
- 21 септември – Ангъс Макфейдън, шотландски актьор
- 28 септември – Илия Дяков, български футболист
- 1 октомври 
  - Лъчезар Танев, български футболист
  - Лорънс Норфък, британски писател
- 6 октомври – Василе Тарлев, молдовски политик
- 8 октомври – Петра, българска попфолк певица
- 9 октомври – Калин Пехливански, български футболист
- 10 октомври – Даниел Пърл, американски журналист
- 20 октомври – Стоян Пумпалов, български футболист
- 25 октомври – Джон Ливън, шведски бас-китарист
- 28 октомври – Ерос Рамацоти, италиански певец
- 2 ноември – Рон Макгавни, американски музикант
- 7 ноември – Джон Барнс, английски футболист
- 18 ноември – Петер Шмайхел, датски футболист
- 21 ноември 
  - Ник Перумов, руски писател фантаст
  - Атанас Пашев, български футболист
- 28 ноември – Мирослав Миронов, български футболист и треньор († 2014 г.)
- 2 декември – Валери Иванов, български поет
- 4 декември – Сергей Бубка, украински лекоатлет
- 5 декември – Екстра Нина, българска попфолк певица
- 11 декември – Джон Брион, американски музикант
- 15 декември – Михаил Хардау, румънски политик
- 18 декември – Брад Пит, американски киноактьор
- 22 декември – Джузепе Бергоми, италиански футболист
- 25 декември 
  - Анелия Раленкова, художествена гимнастичка
  - Виолета Найденович, полска певица
- 26 декември – Ларс Улрих, основател и барабанист на „Металика“
- 27 декември – Иванка Бадалска-Муерова, българска спортистка (кану-каяк)

## Починали
- Любен Христофоров, български писател
- Сюнбаатарин Янжмаа, монголски политик (р. 1893 г.)
- Атанас Саев, български революционер
- Владимир Аврамов, български юрист и политик
- януари – Йоанис Кисонергис – кипърски художник
- 29 януари – Робърт Фрост, американски поет
- 23 януари – Юзеф Гославски, полски скулптор (р. 1908 г.)
- 30 януари – Франсис Пуленк, френски композитор и пианист
- 11 февруари – Силвия Плат, американска писателка (р. 1932 г.)
- 5 март – Патси Клайн, американска певица (p. 1932 г.)
- 24 март – Никола Мутафчиев, български футболист (р. 1904 г.)
- 1 май – Стефан Младенов, български езиковед и диалектолог (р. 1880 г.)
- 3 юни – Йоан XXIII, римски папа (р. 1885 г.)
- 12 юни – Никола Трайков, български дипломат и учен
- 2 юли – Бодо Узе, немски писател
- 12 юли – Златан Дудов, български режисьор
- 14 юли – Свами Шивананда, индийски гуру (р. 1887 г.)
- 2 август – Георги Абаджиев, македонски писател
- 11 август – Никола Обрешков, български математик (р. 1896 г.)
- 22 август – Снежния Жорко
- 31 август – Жорж Брак, френски художник
- 4 септември – Робер Шуман, френски политик
- 11 септември – Любомир Чакалов, български математик (р. 1886 г.)
- 18 септември – Иван Орманджиев, български историк (р. 1890 г.)
- 25 септември – Курт Цайцлер, германски офицер
- 11 октомври
  - Едит Пиаф, френска естрадна певица (р. 1915 г.)
  - Жан Кокто, френски писател и поет (р. 1889 г.)
- 2 ноември – Нго Дин Дием, виетнамски политик
- 5 ноември – Луис Сернуда, испански поет
- 22 ноември
  - Джон Ф. Кенеди, президент на САЩ (р. 1917 г.)
  - Клайв Стейпълс Луис, британски писател (р. 1898 г.)
  - Олдъс Хъксли, английски писател (р. 1894 г.)
- 24 ноември – Ли Харви Осуалд, американски атентатор (р. 1939 г.)
- 12 декември – Теодор Хойс, 1-ви бундеспрезидент на Германия
- 24 декември – Михайло Парашчук, украински скулптор
- 25 декември – Хари Оберхолсер, американски орнитолог (р. 1870 г.)
- 28 декември – Паул Хиндемит, немски композитор

## Нобелови награди
- Физика – Юджин Уигнър, Мария Гьоперт-Майер, Ханс Йенсен
- Химия – Карл Циглер, Джулио Ната
- Физиология или медицина – Джон Екълс, Алън Ходжкин и Андрю Хъксли
- Литература – Георгиос Сеферис
- Мир – Червеният кръст и червеният полумесец

Вижте също:
- календара за тази година